# Bygholm Å
Bygholm Å er den nedre del af et vandløbssystem nordvest for Horsens. Den omkring 16  km lange (inklusiv Bygholm Sø)  Bygholm Å begynder ved Klaks Mølle nordøst for Hornborg, hvor Gesager Å, senere Korning Å, fra syd løber sammen med den fra vest kommende Møllebæk.  Bygholm Å løber overvejende mod øst, får tilløb fra Ølsted Å  og Hatting Bæk fra syd, og Rodsebæk fra nord, før den løber gennem Bygholm Sø, forbi Bygholm med voldsteddet, gennem Horsens by  og ud i vestenden af Horsens Fjord
De øvre dele,  Gesager Å afvander bl.a. Hedensted Hedeslette, mens Møllebækken har sit udspring tæt ved Gudenåen nord for Boring og vest for Rask Mølle. På vejen mod Horsens Fjord får åen umiddelbart nedenfor Klaks Mølle navnet Bygholm Å.
I ådalen ligger Natura 2000-område nr. 236: Bygholm Ådal.